# Pep Ventura
José María Ventura Casas, conocido popularmente en catalán como Pep Ventura (Alcalá la Real, Jaén, 2 de febrero de 1817-Figueras, Gerona, 24 de marzo de 1875) fue un músico y compositor español, especializado en el género de la sardana.

## Biografía
Hijo de padres ampurdaneses, Ventura nació en la localidad jienense de Alcalá la Real, donde su padre, un militar de baja graduación, estaba destinado para participar en las operaciones de represión del bandolerismo que siguió a la guerra de la Independencia Española. Se trasladó a Rosas, en la provincia de Gerona, en 1819, al ser destinado su padre a esta ciudad. 

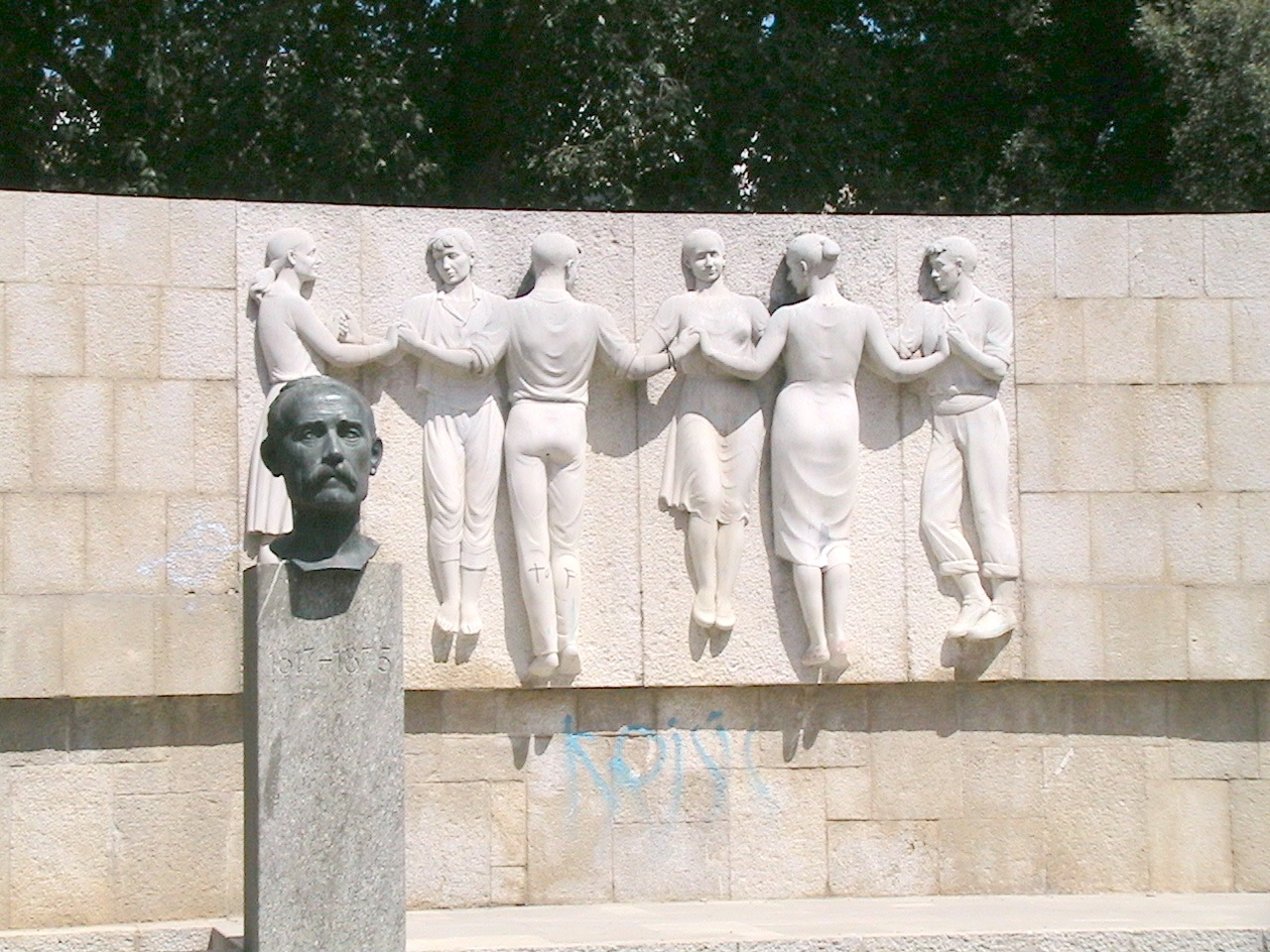
Monumento a José Ventura en Figueras.

Huérfano de madre a los seis años, Ventura se quedó a vivir con su abuelo, un sargento en la compañía de Roses, mientras su padre era destinado a la guarnición de Tarragona. A los trece años se fue a vivir con su padre en Figueras y dos años más tarde se convirtió en aprendiz de sastre en el taller de Joan Llandrich, quien, además de sastre, era también militar y director de la cobla de Figueras. Pep Ventura se casaría con la hija de este, María, en 1837. También aprendió a tocar diversos instrumentos y solfeo, ejerciendo en la cobla, primero de músico y después, en 1848, como director.
Se le considera el padre de la sardana moderna por la profunda transformación que imprimió a estas composiciones, basada en dotarla de mayor extensión musical, en la inclusión de nuevos instrumentos, especialmente la tenora (instrumento creación de Andreu Turon) desde 1849  y su disposición en la cobla, que imitarán otras formaciones musicales de este tipo. Su actuación ante la reina Isabel II de España en el Monasterio de Montserrat junto a otros artistas de la Renaixença le consagraron como una figura en el mundo cultural catalán. 
Enviudó en 1864 y, en honor de su esposa, compuso la sardana «Per tu ploro» ("Por ti lloro"), que se estrenó en Cabanas en 1875, unos meses antes de su propia muerte, y que es una de sus obras más populares.
Fue enterrado en el cementerio de Figueras, donde se inauguró en mayo de 1972 un monumento en su honor.